# Margaux-Cantenac
Margaux-Cantenac é uma comuna francesa na região administrativa da Nova Aquitânia, no departamento da Gironda. Estende-se por uma área de 21.62 km². Em 2010 a comuna tinha 2 952 habitantes (densidade: 136,5 hab./km²).
Foi criada em 1 de janeiro de 2017, a partir da fusão das antigas comunas de Margaux (sede da comuna) e Cantenac.